# ژان باپتیست لوفبر دو ویلبرون
ژان باپتیست لوفبر دو ویلبرون (به فرانسوی: Jean Baptiste Lefebvre de Villebrune) پزشک و مترجم قرن هجدهم میلادی اهل فرانسه است.